# Eparchia Al-Minja
Eparchia Al-Minja (łac. Eparchia Hermopolitana, eparchia hermopolitańska)  – eparchia Kościoła katolickiego obrządku koptyjskiego w Egipcie, z siedzibą w mieście Al-Minja (w pobliżu starożytnego Hermopolis Magna) w muhafazie Al-Minja. Została erygowana jako sufragania koptyjskiego katolickiego patriarchatu Aleksandrii 26 listopada 1895 na mocy listu apostolskiego Christi Domini papieża Leona XIII.

## Biskupi
- Joseph-Maxime Sedfaoui (6 marca 1896 - 13 stycznia 1925)
- Francesco Basilio Bistauros (10 sierpnia 1926 - 30 listopada 1934)
- Giorgio Baraka (8 lipca 1938 - 9 grudnia 1946)
- Paul Nousseir (21 stycznia 1950 - 24 stycznia 1967)
- abp ad personam Isaac Ghattas (8 maja 1967 - 8 czerwca 1977)
- Antonios Naguib (26 lipca 1977 - 9 września 2002, następnie patriarcha Aleksandrii)
- Ibrahim Isaac Sidrak (29 września 2002 - 15 stycznia 2013, następnie patriarcha Aleksandrii)
- Boutros Kamal Fahim Awad Hanna (od 8 kwietnia 2013 – 7 października 2020)
- Basilios Fawzy Al-Dabe (od 3 listopada 2020)

Istnieją dwie rady: duszpasterska i kapłańska. Na terenie diecezji znajduje się kilka szkół katolickich:
jedna kierowana przez diecezję a siedem przez zgromadzenia zakonne.